# Trey Gunn
Trey Gunn (* 13. prosince 1960 Texas) je americký hudebník hrající na Chapman Stick a Warr guitar.
Již od sedmi let hrál Gunn na klavír, postupně se ale začal zajímat o další hudební stroje – baskytary, kytary i klávesy. Po přestěhování z Texasu do Oregonu začal působit v různých punkových skupinách a na University of Oregon vystudoval kompozici klasické hudby. Poté přesídlil do New Yorku, kde začala jeho profesionální hudební kariéra.
V polovině 80. let strávil nějaký čas ve škole Guitar Craft, kterou založil Robert Fripp, s nímž začal Gunn úzce spolupracovat. Stal se členem The League of Crafty Guitarists, později působil v projektu zvaném Fripp, Fripp. Podílel se také na společném projektu Frippa a Davida Sylviana. V této době (1993) vydal Trey Gunn i své první sólové album.
V roce 1994 jej Robert Fripp přizval do obnovených King Crimson, tehdy neobvyklého sexteta se všemi nástroji zdvojenými – tzv. „dvojitého tria“ (druhým hráčem na baskytaru a Chapman Stick byl Tony Levin). V této podobě skupina nahrála a vydala EP VROOOM a album THRAK, následně se ale rozpadla do několika různých projeKtů (ProjeKcts). Aktivity skupiny byly obnoveny v roce 1999, tentokrát již ve čtveřici hudebníků (odpadli Bill Bruford a Tony Levin). King Crimson vydali studiová alba The ConstruKction of Light (2000) a The Power to Believe (2003) a EP Happy with What You Have to Be Happy With (2002). Po turné k albu The Power to Believe Gunn skupinu v roce 2003 opustil a založil si vlastní skupinu The Trey Gunn Band.
Kromě toho začal působit v několika dalších hudebních projektech, např. Quodia, TU, KTU nebo UKZ. Gunn také spolupracuje s dalšími hudebníky a skupinami, jako jsou např. Tool, Puscifer, Robert Fripp, Sean Malone a Gordian Knot, David Sylvian, Vernon Reid, John Paul Jones, Eric Johnson, italská zpěvačka Alice, Azam Ali, Matt Chamberlain, Michael Brook, Bill Rieflin, David Hykes a další.

## Sólová alba
- One Thousand Years (1993)
- The Third Star (1996)
- Raw Power (1999)
- The Joy of Molybdenum (2000)
- Live Encounter (2001)
- Road Journals (CD-ROM) (2002)
- Untune The Sky (CD/DVD) (2003)
- Music for Pictures (2008)
- Modulator (2010)[1]
- I'll Tell What I Saw (2010) – kompilace[2]